# Јоги
Јоги је особа која се бави јогом. Термин "јоги" има широки контекст, али углавном представља неког ко се бави медитацијом у индијским религијама.
Термин Јоги се користи од 12. века нове ере, иако означава особу која се бави јогом, такође се може користити за чланова Натх Сидха традиције хиндуизма. У хинду митологији бог Шива и богиња Парвати се приказују као јоги-јогини пар.

## Етимологија
У класичном санскрту реч јоги (санскрт: мушко јоги, योगी; женско yoginī) је изведена од речи јогин, која се односи на праксу јоге. Јоги је мушкарац, а yoginī је термин који се користи за жену. Ова два термина се користе и данас, али реч јоги се такође користи у општем смислу и понекад означава и мушке и женске практичаре јоге.
Термин Јогини се такође користи за означавање богиња и просвећених мајки.

## Хиндуизам
У хиндуизму термин јоги значи приврженик јоге.

### Текстуалне везе
Најранији докази Јогија и њихове духовне традиције наводи Карел Вернер, и налазе се у Keśin песми 10.136 Рг-веда. 
Термин се понекад користи за опис човека који припада Натха традицији. Обично припадају Шива традицији, али неки припадају Вашнава традицији. 
Јога-Бхашја (400 н. е.), наводи следеће четири класификације јогија:
1. Пратхама-калпика (искушеник/почетник)
2. Мадху-бхумика (онај ко је почео да ужива у духовним вежбама без напора)
3. Прајна-јиоти (напредни јоги који зна духовне појмове)
4. Атикранта- бхаванија (они који су научили све што се може научити)

### Сексуалност
Јоги или јогини тежи Брахмачарији (санскрт: ब्रह्मचर्य). Ово значи целибат, ако је сам, или уколико је у вези, да не вара партнера.

#### Поштовање
Археолошки подаци сведоче да су у неким земљама и регионима јогији били врло поштовани. На пример, генерал Јадава краља Рамачандра је поклонио село јогију у 13. веку. Село је било поред Мангалора и касније је постало центар Натх јогија. Имало је манастир и сазидан је храм у 10. веку посвећен јогијима.